# Nachlauf (Lenkung)

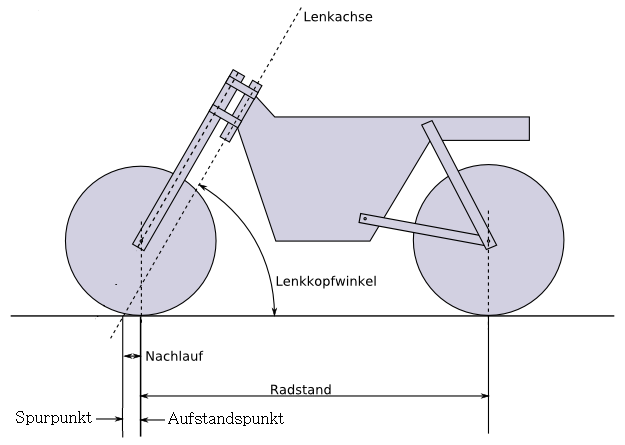
Lenkgeometrie eines Zweirads

Als Nachlauf oder Nachlaufstrecke, bei Zweirädern auch Trail (engl.), wird bei Straßenfahrzeugen (DIN ISO 8855) der Abstand zwischen dem Schnittpunkt der Lenkachse mit der Fahrbahnfläche (Spurpunkt) und dem Radaufstandspunkt in der Seitenansicht auf das Rad bezeichnet. Der Radaufstandspunkt liegt üblicherweise in Längsrichtung hinter dem Spurpunkt (positiver Nachlauf), so dass das Rad der Lenkachse nachläuft. Es läuft daher auch ohne Lenkkräfte stabil – wie zum Beispiel beim Schieben eines Einkaufswagens oder beim Freihändigfahren mit einem Zweirad.
Die Lenkachse ist bei gelenkten Rädern in der Regel nach vorne unten geneigt. Diese Achsneigung wird bei Zweiradfahrzeugen Lenkkopfwinkel und bei Automobilen Nachlaufwinkel genannt. Nachlaufstrecke und Nachlaufwinkel sind zwei von mehreren geometrischen Größen, die das Lenk- und Fahrverhalten bestimmen. Sie sind unabhängig voneinander wählbar. 

## Zweck

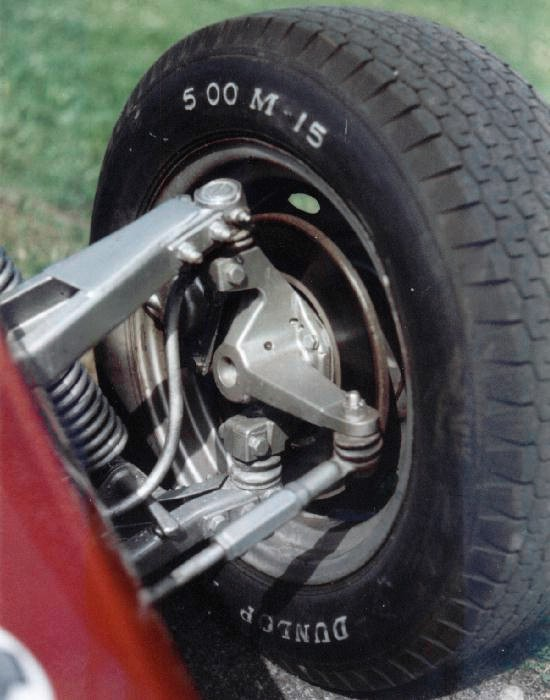
Spreizachse bei einer Doppelquerlenkerachse. Die Kugelgelenke der Dreieckslenker definieren die Spreizachse.

Durch die Nachlaufstrecke entsteht bei einer Seitenkraft ein Drehmoment um die Lenkachse (im Automobilbau Spreizachse). Dieses Rückstellmoment versucht das Rad so auszurichten, dass die Seitenkraft geringer wird. Wird das Rad nicht festgehalten (z. B. beim Einkaufswagen), stellt sich ein seitenkraftfreier Zustand ein.
Lässt man bei zweispurigen Fahrzeugen das Lenkrad los, lenkt das rollende Fahrzeug selbständig zurück bis (fast) zur Geradeausstellung. Eine große Nachlaufstrecke bewirkt eine gute Rückstellung, verursacht jedoch hohe Lenkkräfte. Das Rückstellmoment bei Kurvenfahrt ist am Lenkrad spürbar. Es gibt dem Fahrer gemeinsam mit der Querbeschleunigung eine Rückmeldung über die Kurvenfahrt und über den Kontakt zwischen Reifen und Straße. Im Grenzbereich oder bei geringem Reibwert zwischen Reifen und Straße verringert sich der Reifennachlauf und damit das Rückstellmoment. Über das Lenkrad erhält der Fahrer so eine Rückmeldung zum Reifen-Fahrbahn-Kontakt.
Die Nachlaufstrecke ist wegen des Nachlaufwinkels eine Funktion des Radeinschlags. Bei Fahrrädern ist z. B. bei 90 Grad Radeinschlag die Nachlaufstrecke negativ.

## Verwandte Größen
- Die „Nachlaufstrecke“ in einer Ebene parallel zur Fahrbahnebene durch die Radmitte, wird als Nachlaufversatz bezeichnet. Er ist positiv, wenn die Spreizachse vor der Radmitte liegt.
- Liegt die Spreizachse nicht in der Radebene, wie beispielsweise bei PKW, so ist der Abstand zwischen dem Spurpunkt und dem Radaufstandspunkt in der Ansicht von hinten der Lenkrollradius.

## Reifennachlauf

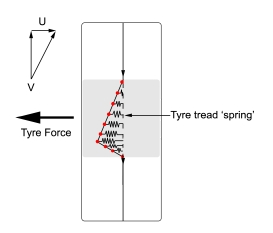
Seitlich ausgelenkte Gummiteilchen des Reifenprofils eines bei Kurvenfahrt mit einem Schräglaufwinkel (nach oben) rollenden Reifens. Die Auslenkung der Gummiteilchen ist symbolisch durch Federn angedeutet.

Der Gummireifen hat unabhängig vom geometrischen Nachlauf einen zusätzlich wirkenden, den sogenannten Reifennachlauf. Die Profilteilchen verformen sich entsprechend dem Schräglaufwinkel elastisch, da die sie beim Einlaufen in den Latsch zunächst auf der Straße haften, und erst am Latschende wieder in die Ausgangslage zurückkehren. Es entsteht eine dreiecksförmige Verspannung. Der Schwerpunkt dieser Verspannung ist im linearen Bereich des Reifens gegenüber dem Radaufstandspunkt etwa ein Sechstel der Latschlänge nach hinten verschoben.